# Halton (Buckinghamshire)
Pour les articles homonymes, voir Halton.
Halton est une Paroisse civile située dans l'ancien district de Aylesbury Vale dans le Buckinghamshire.
En 2010 sa population était de 935 habitants.
On y trouve un musée d'histoire militaire, le Trenchard Museum.

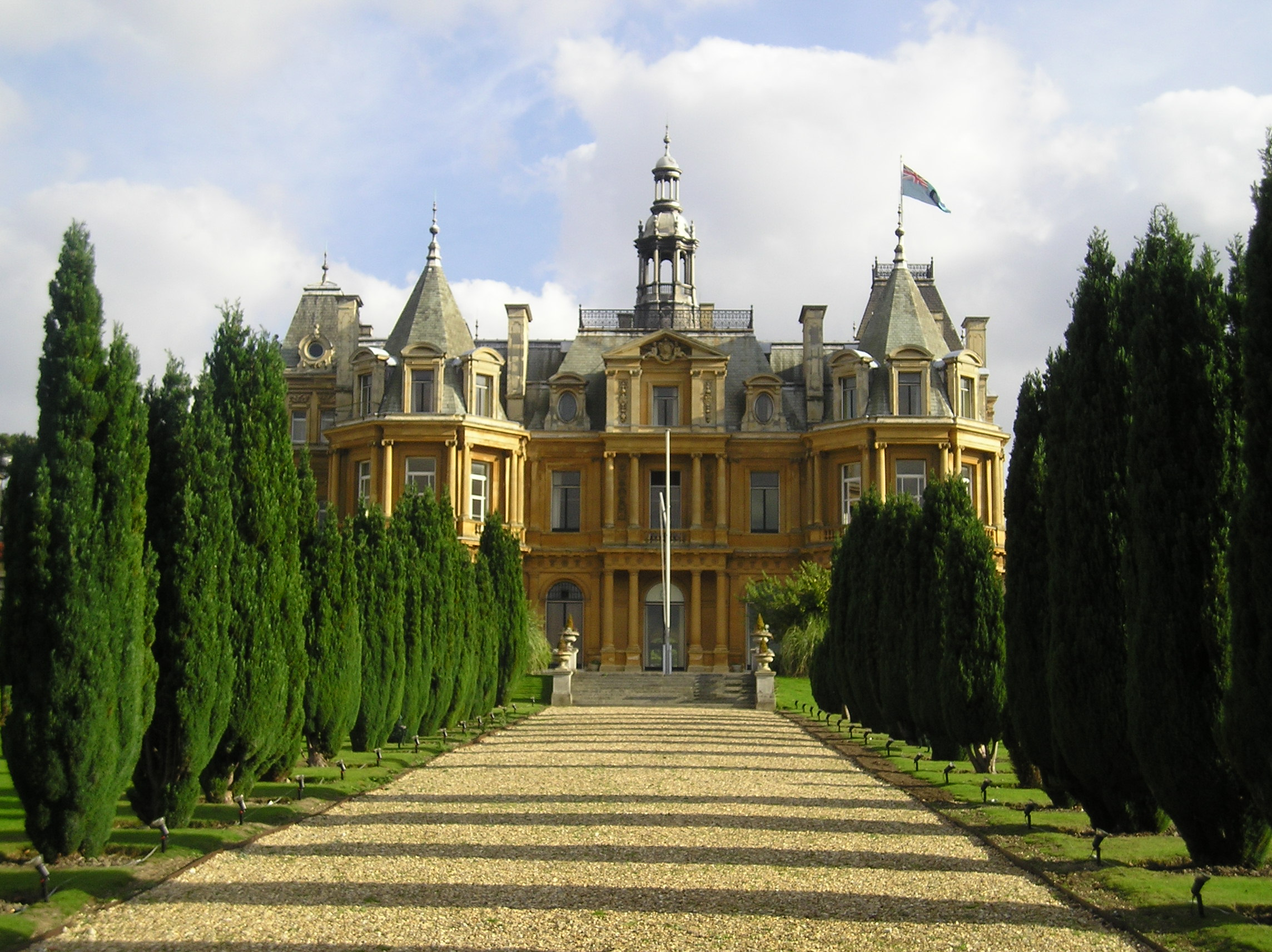
Halton House
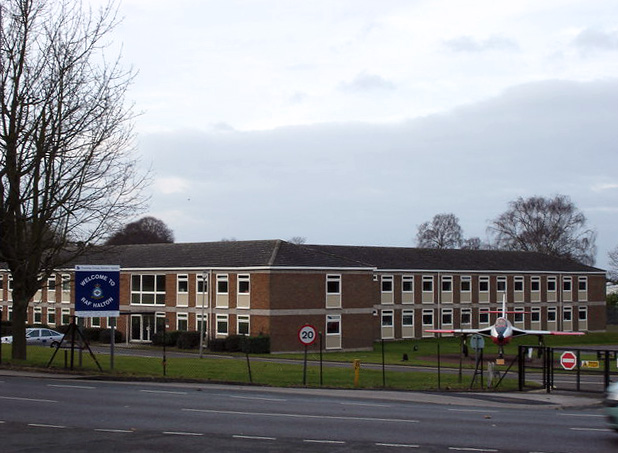
RAF Halton
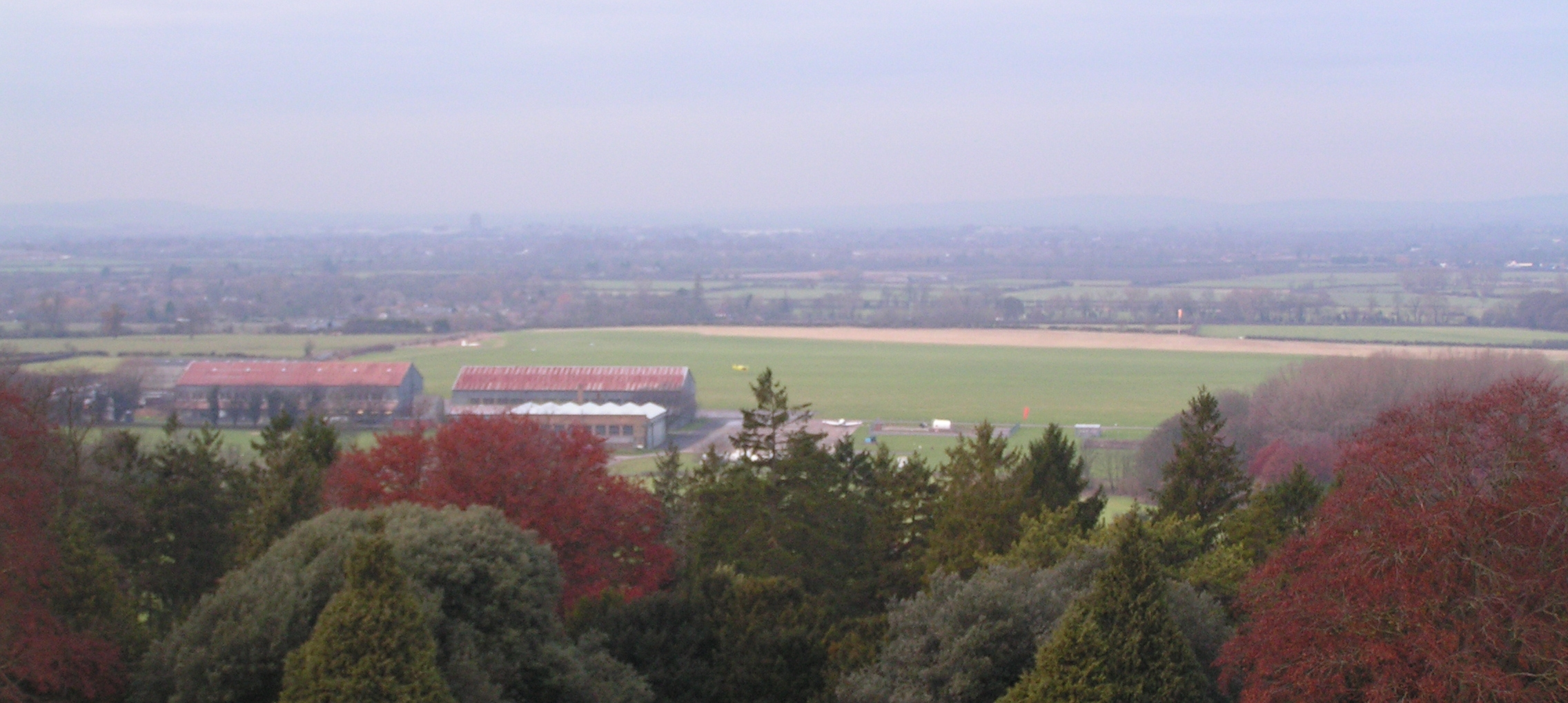
Aérodrome de Halton
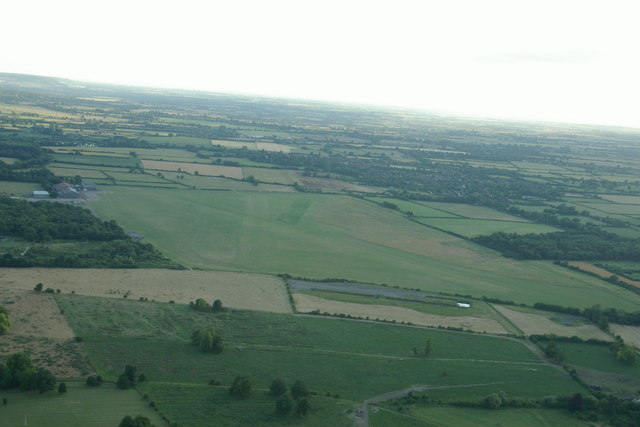
Vue aérienne de l'aérodrome de Halton